# 鄭海麟
郑海麟（1957年—）广东梅县人。国际关系与海峡两岸问题学者，保钓运动人士。

## 生平
郑海麟1982年获中山大学哲学学士，1987年获暨南大学历史学博士。1988年起，郑海麟先后在中国深圳大学、日本京都大学人文科学研究所、澳大利亚雪梨大学亚洲研究院、日本东京大学教养学部近代史研究室、东洋文库近代史研究室担任教学与研究工作，专研中日关系史以及中国近代史。
1995年，郑海麟移居加拿大温哥华，任加拿大英属哥伦比亚大学高级研究员、亚洲学系客座教授，主要研究国际关系与海峡两岸问题，并且兼任加拿大海峡两岸关系研究会会长、香港海峡两岸关系研究中心研究委员。2005年起，郑海麟任香港中文大学亚太研究所研究员、中山大学台湾研究所特约研究员、北京联合大学台湾研究院客座教授。

## 著作
- 《钓鱼台列屿之历史与法理研究》
- 《台湾问题考验中国人的智慧》
- 《台湾：主权的重新解释》
- 《海峡两岸关系深层透视》
- 《两岸和平统一的思维与模式》
- 《从历史与国际法看钓鱼台主权归属》
- 《关于王韬和〈循环日报〉》（译著）
- 《戊戌变法与日本》（译著）
- 《论日本的战后责任》（译著）
- 《黄遵宪〈日本国志〉和改革思想及其对戊戌变法的影响》（译著）[1]